# Picoxystrobin
Picoxystrobin ist eine chemische Verbindung aus der Gruppe der Strobilurine und Methoxyacrylate.

## Gewinnung und Darstellung
Picoxystrobin kann durch eine mehrstufige Reaktion ausgehend von 3-Isochromanon gewonnen werden.

## Eigenschaften
Picoxystrobin ist ein cremefarbener geruchloser Feststoff, der praktisch unlöslich in Wasser ist. Er ist stabil gegenüber Hydrolyse bei pH-Werten von 5 und 7. Die Halbwertszeit gegenüber von Hydrolyse bei einem pH-Wert von 9 und gegenüber von Photolyse beträgt mehr als zwei Wochen.

## Verwendung
Picoxystrobin wird als Fungizid gegen bestimmte Pilzkrankheiten in Weizen und Gerste verwendet. Es blockiert den Elektronentransport zwischen Cytochrom b und Cytochrom c1, was zur Hemmung der ATP-Bildung führt. Der Entzug von ATP behindert zelluläre Prozesse, wie die Sporenauskeimung und das Myzel-Wachstum.

## Zulassung
Picoxystrobin war seit 2001 in Deutschland zugelassen. Die Zulassungen aller Pflanzenschutzmittel mit diesem Wirkstoff liefen aber Ende 2017 aus, da die EU-Kommission die Genehmigung des Wirkstoffs nicht verlängerte.
Die Zulassung als Pflanzenschutzmittel-Wirkstoff für Anwendungen als Fungizid durch die EU-Kommission erfolgte mit Wirkung zum Jahresbeginn 2004.
Im August 2017 entschied die EU-Kommission, die Genehmigung des Wirkstoffs nicht zu erneuern.
Auch in der Schweiz sind Pflanzenschutzmittel mit diesem Wirkstoff nicht mehr zugelassen.

## Externe Links zu erwähnten Verbindungen
1. ↑  Externe Identifikatoren von bzw. Datenbank-Links zu 3-Isochromanon:  CAS-Nr.: 4385-35-7, EG-Nr.: 224-493-9, ECHA-InfoCard: 100.022.268, PubChem: 78092, Wikidata: Q72445602.